# Dois Todos
Os Dois Todos (em inglês traduzido como "Two Whatevers") referem-se à afirmação "defenderemos resolutamente todas as políticas que o Presidente Mao pôs em prática. Seguiremos incondicionalmente todas as instruções dadas pelo Presidente Mao" (chinês: 凡是毛主席作出的决策，我们都坚决维护；凡是毛主席的指示，我们都始终不渝地遵循) que foi a base para a política de estado adotada na República Popular da China após a morte de Mao Zedong.
Esta declaração estava presente em um editorial conjunto, intitulado "Estudar Bem os Documentos e Compreender o Elo Fundamental", impresso em 7 de fevereiro de 1977 no Diário do Povo, na revista Bandeira Vermelha e no Diário do Exército de Libertação Popular.

## Conteúdo
A política foi defendida pelo então presidente do Partido Comunista da China, Hua Guofeng, sucessor de Mao, que havia encerrado a Grande Revolução Cultural Proletária e prendido todos os membros da Gangue dos Quatro. No entanto, essa política se mostrou impopular com Deng Xiaoping e outros líderes do partido que defendiam a reforma do mercado.
Acabou servindo como um gatilho para a manobra de Deng em 1978 para ganhar o controle da política econômica da China, e terminou com o eventual rebaixamento de Hua da posição de liderança do partido em 1980.
A coalizão de apoiadores de Hua, que carregava o nome de "facção do todo", também perdeu seu poder após a manobra política de Deng: Wang Dongxing, Ji Dengkui, Wu De e Chen Xilian, a chamada "Pequena Gangue dos Quatro", foram dispensados de todos os cargos do Partido Comunista e do Estado durante o 5º Plenário do Comitê Central do Partido Comunista da China, realizado de 23 a 29 de fevereiro de 1980.